# Telki
Telki là một thị trấn thuộc hạt Pest, Hungary. Thị trấn này có diện tích 10,47 km², dân số năm 2010 là 3610 người, mật độ 345 người/km².